# Lisa Alexander
Lisa Alexander, född den 22 september 1968 i Toronto, Kanada, är en kanadensisk konstsimmare.
Hon tog OS-silver i lagtävlingen i konstsim i samband med de olympiska konstsimstävlingarna 1996 i Atlanta.